# Jozef Verberck
Jozef Michael Verberck (1846 - 1932) was een Belgische politicus.

## Levensloop
Verberck was burgemeester van Duffel tussen 1913 tot 27 februari 1919, toen werd hij bij Koninklijk Besluit uit zijn ambt ontzet. Aanleiding hiervoor was zijn actieve rol als voorzitter van Volksopbeuring en Soldatentroost, alsook de beperkte opvang van vluchtelingen en het aanzetten van personen om te gaan werken voor de Duitsers in Het Arsenaal te Mechelen tijdens de Eerste Wereldoorlog. Ten slotte speelde het feit dat hij alle verantwoordelijkheid voor deze daden trachtte door te schuiven naar anderen tijdens een raadpleging bij provinciegouverneur van Antwerpen op 11 december 1918. Onder meer een schepen en de dienstdoende gemeentesecretaris hadden tegen hem getuigd. Hij werd als burgemeester vervangen door Jozef Janssens.